# K3 League 2007
Die K3 League 2007 war die erste Spielzeit der dritthöchsten südkoreanischen Fußballliga unter diesem Namen. Gespielt wurde in 2 Runden. Die zwei besten Mannschaften ihrer Runde qualifizierten sich für die Meisterschaft. Erster Meister wurde Seoul United FC.

## Abschlusstabellen

### Hinrunde
| Pl. | Verein                                   | Sp. | S | U | N | Tore    | Diff. | Punkte |
| --- | ---------------------------------------- | --- | - | - | - | ------- | ----- | ------ |
| 1.  | Hwaseong Shinwoo Electronics FC          | 9   | 7 | 0 | 2 | 016:800 | +8    | 21     |
| 2.  | Yongin Citizen FC                        | 9   | 6 | 1 | 2 | 015:100 | +5    | 19     |
| 3.  | Seoul United FC                          | 9   | 5 | 3 | 1 | 019:700 | +12   | 18     |
| 4.  | Daegu Korea Powertrain FC                | 9   | 5 | 0 | 4 | 015:210 | −6    | 15     |
| 5.  | Jeonju EM Korea FC                       | 9   | 3 | 4 | 2 | 018:800 | +10   | 13     |
| 6.  | Cheonan FC                               | 9   | 3 | 3 | 3 | 012:110 | +1    | 12     |
| 7.  | Changwon Doodae FC                       | 9   | 2 | 4 | 3 | 015:160 | −1    | 10     |
| 8.  | Asan FC                                  | 9   | 2 | 1 | 6 | 012:160 | −4    | 07     |
| 9.  | Yangju Citizen FC                        | 9   | 2 | 1 | 6 | 010:200 | −10   | 07     |
| 10. | Eunpyeong Chung-goo Sungshim Hospital FC | 9   | 1 | 1 | 7 | 011:240 | −13   | 04     |

| Zum Hinrundenende 2007: |
| Qualifikation als Hinrunden-Meister für die Meisterschaftsrunde Qualifikation als Hinrunden-Vizemeister für die Meisterschaftsrunde |

### Rückrunde
| Pl. | Verein                                   | Sp. | S | U | N | Tore    | Diff. | Punkte |
| --- | ---------------------------------------- | --- | - | - | - | ------- | ----- | ------ |
| 1.  | Cheonan FC                               | 9   | 5 | 4 | 0 | 018:300 | +15   | 19     |
| 2.  | Seoul United FC                          | 9   | 5 | 4 | 0 | 023:110 | +12   | 19     |
| 3.  | Yongin Citizen FC                        | 9   | 4 | 5 | 0 | 020:500 | +15   | 17     |
| 4.  | Jeonju EM Korea FC                       | 9   | 4 | 4 | 1 | 022:120 | +10   | 16     |
| 5.  | Hwaseong Shinwoo Electronics FC          | 9   | 4 | 4 | 1 | 013:800 | +5    | 16     |
| 6.  | Daegu Korea Powertrain FC                | 9   | 3 | 4 | 2 | 022:160 | +6    | 13     |
| 7.  | Yangju Citizen FC                        | 9   | 3 | 1 | 5 | 012:170 | −5    | 10     |
| 8.  | Eunpyeong Chung-goo Sungshim Hospital FC | 9   | 2 | 1 | 6 | 008:140 | −6    | 07     |
| 9.  | Changwon Doodae FC                       | 9   | 0 | 2 | 7 | 013:310 | −18   | 02     |
| 10. | Asan FC                                  | 9   | 0 | 1 | 8 | 006:400 | −34   | 01     |

| Zum Rückrundenende 2007: |
| Qualifikation als Rückrunden-Meister für die Meisterschaftsrunde Qualifikation als Rückrunden-Vizemeister für die Meisterschaftsrunde |

### Endtabelle
| Pl. | Verein                                   | Sp. | S  | U | N  | Tore    | Diff. | Punkte |
| --- | ---------------------------------------- | --- | -- | - | -- | ------- | ----- | ------ |
| 1.  | Seoul United FC                          | 18  | 10 | 7 | 1  | 042:180 | +24   | 37     |
| 2.  | Hwaseong Shinwoo Electronics FC          | 18  | 11 | 4 | 3  | 029:160 | +13   | 37     |
| 3.  | Yongin Citizen FC                        | 18  | 10 | 6 | 2  | 035:150 | +20   | 36     |
| 4.  | Cheonan FC                               | 18  | 8  | 7 | 3  | 030:140 | +16   | 31     |
| 5.  | Jeonju EM Korea FC                       | 18  | 7  | 8 | 3  | 040:200 | +20   | 29     |
| 6.  | Daegu Korea Powertrain FC                | 18  | 8  | 4 | 6  | 037:370 | ±0    | 28     |
| 7.  | Yangju Citizen FC                        | 18  | 5  | 2 | 11 | 022:370 | −15   | 17     |
| 8.  | Changwon Doodae FC                       | 18  | 2  | 6 | 10 | 028:470 | −19   | 12     |
| 9.  | Eunpyeong Chung-goo Sungshim Hospital FC | 18  | 3  | 2 | 13 | 019:380 | −19   | 11     |
| 10. | Asan FC                                  | 18  | 2  | 2 | 14 | 018:580 | −40   | 08     |

| Zum Saisonende 2007: |
| Qualifikation als Runden-Meister für die Meisterschaftsrunde Qualifikation als Runden-Vizemeister für die Meisterschaftsrunde |

## Meisterschaftsspiele
An den Meisterschaftsspielen nahmen der beste und der zweitbeste der Hin- und der Rückrunde teil. Zuerst spielten die vier Mannschaften im Halbfinale der Meisterschaft um die Qualifizierung für das Finale. Im Finale spielten die beiden Gewinner des Halbfinales. Der Gewinner wurde K3-League-Meister. Die Spiele wurden zwischen den 10. bis 24. November ausgetragen. 

### Halbfinale
|                                 | Ergebnis |                   |
| ------------------------------- | -------- | ----------------- |
| Hwaseong Shinwoo Electronics FC | 1:0      | Yongin Citizen FC |

|            | Ergebnis        |                 |
| ---------- | --------------- | --------------- |
| Cheonan FC | 1:1 (1:3 i. E.) | Seoul United FC |

### Finale
Hinspiel
|                                 | Ergebnis |                 |
| ------------------------------- | -------- | --------------- |
| Hwaseong Shinwoo Electronics FC | 0:1      | Seoul United FC |

Rückspiel
|                 | Ergebnis |                                 |
| --------------- | -------- | ------------------------------- |
| Seoul United FC | 2:0      | Hwaseong Shinwoo Electronics FC |

### Gewinner
| Meister K3 League 2007 |
| ---------------------- |
| Seoul United FC        |
| 1. Titel               |